# 전처격
전처격(영어: antessive case, 약어 ANTE)은 우선함을 나타낸다. 이 격은 드라비다어족언어들에서 보인다.

## 같이 보기
- 처격
- 격
- 드라비다어족